# Zeluroides americanus
Zeluroides americanus es una especie de insecto del género Zeluroides, pertenecientes a la familia de las chinches asesinas (Reduviidae). Se distribuyen en Norteamérica y Centroamérica.

## Características
Se diferencia fácilmente de los otros reduvidos de los Estados Unidos por la coloración de la cabeza y mayor tamaño, que pueda alcanzar entre 18 y 21 mm de largo máximo.

## Subespecies
Existen tres subespecies que pertenecen a la especie Zeluroides americanus:
- - Zeluroides americanus americanus Lent & Wygodzinsky, 1948
  - Zeluroides americanus colima Lent & Wygodzinsky, 1959
  - Zeluroides americanus medianus Lent & Wygodzinsky, 1959

## Otras lecturas
- Péricart, J.; Golub, V. B. (1996). Aukema, Berend; Rieger, Christian (eds.). Catalogue of the Heteroptera of the Palaearctic Region, Vol. 2: Cimicomorpha I. The Netherlands Entomological Society. ISBN 978-90-71912-15-3.

- Datos: Q10724438